# Grå brunvingetrupial
Grå brunvingetrupial (Agelaioides badius) är en fågel i familjen trupialer inom ordningen tättingar.

## Utseende och läte
Grå brunvingetrupial är en medelstor trupial med kort näbb. Båda könen är lika, mestadels olivbruna med roströda vingar. Sången består av melodiska visslingar med korta och sträva toner invävda.

## Utbredning och systematik
Grå brunvingetrupial delas in i två underarter med följande utbredning:
- A. b. badius – förekommer i östra Bolivia (Beni och Tarija) till Paraguay, Uruguay och norra Argentina
- A. b. bolivianus – förekommer i höglandet i centrala och södra Bolivia

Fram tills nyligen betraktades grå och blek brunvingetrupial (A. fringillarius) som en och samma art, och vissa gör det fortfarande.

## Levnadssätt
Grå brunvingetrupial hittas i öppet skogslandskap, savann och buskiga områden, men även i jordbruksbygd, plantage och stadsparker. Där ses den ofta i små grupper.

## Status
Arten har ett stort utbredningsområde och beståndet anses stabilt. Internationella naturvårdsunionen IUCN listar den därför som livskraftig (LC).